# Nothing but the Beat
Nothing but the Beat è il quinto album studio del DJ francese David Guetta, pubblicato il 29 agosto 2011. Per la sua promozione, sono stati scelti tre singoli promozionali e quattro ufficiali.

## Descrizione
David Guetta nell'album Nothing but The Beat collabora con Flo Rida, Sia, Nicki Minaj, Jessie J, Usher, Akon, will.i.am, Timbaland, Dev, Lil Wayne e Taio Cruz.
L'album Nothing but the Beat è stato pubblicato in una edizione standard, da un disco, in un'edizione deluxe con 2 dischi, in cui il secondo disco ha soltanto tracce strumentali, ed un'edizione a tiratura limitata, con 3 dischi.

## Tracce

### Disc 1: Vocal album[28]
1. Where Them Girls At (feat. Flo Rida & Nicki Minaj) – 3:30 (Tramar Dillard, Onika Maraj, David Guetta, Juan Silinas, Oscar Silinas, Jared Cotter, Michael Caren, Giorgio Tuinfort, Sandy Wilhelm)
2. Little Bad Girl (feat. Taio Cruz & Ludacris) – 3:12 (Taio Cruz, Christopher Bridges, David Guetta, Giorgio Tuinfort, Frédéric Riesterer)
3. Turn Me On (feat. Nicki Minaj) – 3:19 (Ester Dean, Onika Maraj, David Guetta, Giorgio Tuinfort)
4. Sweat (feat. Snoop Dogg vs. David Guetta) – 3:16 (Calvin Broadus, Cheri Williams, Derek Jenkins, Dwayne Richardson, Cassio Ware, David Singer-Vine, Niles Hollowell-Dhar, David Guetta, Giorgio Tuinfort, Frédéric Riesterer)
5. Without You (feat. Usher) – 3:28 (Taio Cruz, Usher Raymond IV, Rico Love, David Guetta, Giorgio Tuinfort, Frédéric Riesterer)
6. Nothing Really Matters (feat. will.i.am) – 3:39 (William Adams, David Guetta, Giorgio Tuinfort, Frédéric Riesterer, Pierre-Luc Rioux)
7. I Can Only Imagine (feat. Chris Brown & Lil Wayne) – 3:29 (Christopher Brown, Dwayne Carter, Jacob Luttrell, Nasri Atweh, David Guetta, Giorgio Tuinfort, Frédéric Riesterer)
8. Crank It Up (feat. Akon) – 3:12 (Aliaune Thiam, David Guetta, Giorgio Tuinfort, Frédéric Riesterer)
9. I Just Wanna F (feat. Timbaland & Dev) – 3:23 (Jacob Luttrell, Amy Kaup, Jessica Sarangay, David Singer-Vine, Niles Hollowell-Dhar, David Guetta, Nick van de Wall)
10. Night of Your Life (feat. Jennifer Hudson) – 3:41 (Crystal Johnson, Anthony Preston, David Guetta, Giorgio Tuinfort)
11. Repeat (feat. Jessie J) – 3:26 (Jessica Cornish, The Invisible Men, Ali Tennant, David Guetta, Giorgio Tuinfort, Frédéric Riesterer)
12. Titanium (feat. Sia) – 4:05 (Sia Furler, David Guetta, Giorgio Tuinfort, Nick van de Wall)

Traccia bonus nell'edizione digitale
1. I'm a Machine (feat. Crystal Nicole & Tyrese) – 3:34 (Crystal Johnson, David Guetta, Giorgio Tuinfort, Frédéric Riesterer)

Tracce bonus nell'edizione australiana
1. Where Them Girls At (Afrojack Remix) – 6:24 (Tramar Dillard, Onika Maraj, David Guetta, Juan Silinas, Oscar Silinas, Jared Cotter, Michael Caren, Giorgio Tuinfort, Sandy Wilhelm, Nick van de Wall)

### Disc 2: Electronic Album[29][30]
1. The Alphabeat – 4:29 (David Guetta, Giorgio Tuinfort)
2. Lunar (feat. David Guetta & Afrojack) – 5:15 (David Guetta, Nick van de Wall, Giorgio Tuinfort)
3. Sunshine (feat. David Guetta & Avicii) – 6:01 (David Guetta, Tim Bergling, Giorgio Tuinfort)
4. Little Bad Girl (Instrumental Club Edit) – 4:02 (David Guetta, Giorgio Tuinfort, Frédéric Riesterer)
5. Metro Music – 4:13 (David Guetta, Giorgio Tuinfort)
6. Toy Story – 3:44 (David Guetta, Giorgio Tuinfort)
7. The Future (feat. David Guetta & Afrojack) – 4:16 (David Guetta, Nick van de Wall)
8. Dreams – 4:48 (David Guetta, Giorgio Tuinfort, Frédéric Riesterer)
9. Paris – 4:40 (David Guetta, Frédéric Riesterer)
10. Glasgow – 5:13 (David Guetta, Giorgio Tuinfort)

### Deluxe Edition & Christmas Edition - Disc 3: Party Mix
1. Where Them Girls At (feat. Flo Rida & Nicki Minaj) (Nicky Romero & Sidney Samson Remix) – 4:18
2. Turn Me On (feat. Nicki Minaj) (Sidney Samson Remix) – 5:15
3. Sweat (feat. David Guetta vs. Snoop Dogg) (David Guetta & Afrojack Dub Remix) – 6:03
4. Paris (Party Mix) – 4:03
5. Without You (feat. Usher) (Nicky Romero Remix) – 4:15
6. Little Bad Girl (feat. Taio Cruz & Ludacris) (New Club Edit) – 4:14
7. The Future (feat. David Guetta & Afrojack) (Party Mix) – 3:56
8. Titanium (feat. Sia) (Nicky Romero Remix) – 5:40
9. Sunshine (feat. David Guetta & Avicii) (Party Mix) – 5:30
10. Lunar (feat. David Guetta & Afrojack) (Party Mix) – 4:50

## Singoli
- Where Them Girls At (feat. Flo Rida & Nicki Minaj)
- Little Bad Girl (feat. Taio Cruz & Ludacris)
- Without You (feat. Usher)
- Titanium (feat. Sia)
- Turn Me On (feat. Nicki Minaj)
- I Can Only Imagine (feat. Chris Brown & Lil Wayne)

## Singoli promozionali
- Lunar (feat. Afrojack)
- Night of Your Life (feat. Jennifer Hudson)
- The Alphabeat

## Classifiche

### Classifiche settimanali
| Classifica (2011) | Posizione massima |
| ----------------- | ----------------- |
| Australia         | 4                 |
| Austria           | 1                 |
| Belgio (Fiandre)  | 2                 |
| Belgio (Vallona)  | 1                 |
| Canada            | 4                 |
| Finlandia         | 7                 |
| Italia            | 4                 |
| Irlanda           | 3                 |
| Messico           | 3                 |
| Norvegia          | 5                 |
| Paesi Bassi       | 3                 |
| Paesi Bassi       | 3                 |
| Polonia           | 8                 |
| Regno Unito       | 2                 |
| Spagna            | 2                 |
| Stati Uniti       | 5                 |
| Svizzera          | 2                 |
| Ungheria          | 10                |

### Classifiche di fine anno
| Classifica (2012) | Posizione |
| ----------------- | --------- |
| Argentina         | 16        |
| Australia         | 51        |
| Belgio (Fiandre)  | 18        |
| Belgio (Vallonia) | 16        |
| Danimarca         | 77        |
| Francia           | 24        |
| Italia            | 43        |
| Nuova Zelanda     | 32        |
| Paesi Bassi       | 39        |
| Regno Unito       | 21        |
| Spagna            | 26        |
| Stati Uniti       | 102       |
| Svizzera          | 13        |
| Classifica (2024) | Posizione |
| Portogallo        | 191       |

## Date di pubblicazione
| Nazione     | Data            | Formato                  | Edizioni disponibili      |
| ----------- | --------------- | ------------------------ | ------------------------- |
| Australia   | 26 agosto, 2011 | CD, digital download     | EMI Music                 |
| Germania    | 26 agosto, 2011 | LP, CD, digital download | EMI Music                 |
| Irlanda     | 26 agosto, 2011 | CD, digital download     | EMI Music                 |
| India       | 26 agosto, 2011 | CD                       | EMI Music                 |
| Paesi Bassi | 26 agosto, 2011 | LP, CD, digital download | EMI Music                 |
| Regno Unito | 29 agosto, 2011 | CD                       | Positiva Records          |
| Danimarca   | 29 agosto, 2011 | CD                       | EMI Music                 |
| Canada      | 29 agosto, 2011 | CD                       | EMI Music                 |
| Polonia     | 29 agosto, 2011 | CD                       | EMI Music                 |
| Francia     | 29 agosto, 2011 | LP, CD                   | Virgin Records, EMI Music |
| Italia      | 30 agosto, 2011 | LP, CD                   | EMI Music                 |
| Stati Uniti | 30 agosto, 2011 | CD                       | Astralwerks               |
| Brasile     | 31 agosto, 2011 | CD                       | EMI Music                 |

## Curiosità
Uno di questi singoli si chiama Toy Story: un chiaro riferimento all'omonimo film della Disney-Pixar.